# آدامز (تگزاس)
آدامز (به انگلیسی: Adams) یک منطقه مسکونی در ایالات متحده آمریکا است که در تگزاس واقع شده‌است.

## خصوصیات
ادامز ۷۰۱٫۰۵ متر بالاتر از سطح دریا واقع شده‌است.